# سد بوشا
سد بوشا (به پرتغالی: Barragem da Bouçã) یک سد قوسی و نیروگاه برقابی در پرتغال است که در استان لیریا واقع شده‌است.